# Иво Радовниковић
Иво Радовниковић (9. фебруар 1918—27. октобар 1977) био је југословенски и хрватски фудбалер и тренер.
Рођен је у Сплиту, Радовниковић се придружио локалном фудбалском клубу Хајдук Сплит 1930. године када је имао 12 година, а за клуб је професионално дебитовао шест година касније у мечу против ФК Бата Борово. У наредних 17 година са клубом се појавио на укупно 475 мечева и постигао 160 голова (укључујући 117 наступа и 23 гола у Југословенској првој лиги). Са клубом је освојио првенство Бановине Хрватске 1941. и две титуле југословенске Прве лиге 1950. и 1952.
Током Другог светског рата, када ce Хајдук расформиcаo, Радовниковић је био један од играча који се придружио обновљеном клубу у егзилу на острву Вису (које је у то време било упориште југословенских партизана) где је играо утакмице до краја рата. Имаo је наступe у 85 утакмица за ратни састав Хајдука Сплит. Иако никада није био ограничен за Југославију, био је члан југословенске екипе која се такмичила на Светском купу 1950. у Бразилу.
Након што се повукао из фудбала крајем сезоне 1952/53, постао је менаџер. Његов први тренерски посао био је у друголигашком Вележу у Мостару, што га је водило у напредовање у Југословенску прву лигу у сезони 1954/55. године. Након тога вратио се у Хајдук Сплит и управљао њиховим омладинским тимом од 1955. до 1958, пре него што је преузео функцију менаџера у сезони 1958/59 и завршио на седмом месту државног првенства. Након тога водио је неколико нижелигаша, укључујући Слогу Добој и РНК Сплит.